# رايمان (سلسلة)
رايمان (بالإنجليزية: Rayman)‏ هي سلسلة ألعاب فيديو منصات، أنشئت بوايطة مصمم ألعاب الفيديو ميشيل أنسيل ليوبي سوفت. منذ إصدار لعبة رايمان الأصلية في عام 1995، أنتجت السلسلة ما مجموعه 45 لعبة عبر منصات متعددة.
تدور أحداث السلسلة في عالم خيالي وسحري يتميز بمجموعة واسعة من البيئات التي غالبًا ما تعتمد على موضوعات معينة، مثل "سهول الممحاة"، وهي منظر طبيعي مصنوع بالكامل من القرطاسية. الألعاب الأساسية في هذه السلسلة هي ألعاب منصات، ولكن هناك العديد من الألعاب الفرعية في الأنواع الأخرى. بطل السلسلة هو رايمان، وهو شخصية خيالية سحرية مشهورة بشجاعته وتصميمه الذي يجب عليه، بمساعدة أصدقائه، إنقاذ عالمه من مختلف الأشرار.

## الألعاب

### الألعاب الرئيسية
| العنوان                                                                                             | التفاصيل |
| --------------------------------------------------------------------------------------------------- | --- |
| رايمان تواريخ الإصدار الأصلية: أ.ش. 19 سبتمبر 1995 أوروبا 1 سبتمبر 1995                             | سنوات الإصدار وفقاً للمشغل: 1995 - أتاري جاغوار، بلاي ستيشن، سيغا ساترن، إم إس-دوس 2000 - غيم بوي كولر 2001 - غيم بوي أدفانس 2009 - نينتندو دي أس آي 2016 - آي أو إس، أندرويد |
| رايمان تواريخ الإصدار الأصلية: أ.ش. 19 سبتمبر 1995 أوروبا 1 سبتمبر 1995                             | ملاحظات: - طورت يوبي سوفت مونبلييه اللعبة. - صدرت نسخة من رايمان على الحاسب الشخصي بعنوان رايمان غولد، وهي تحتوي على ميزات إضافية تشمل مراحل، ميزات عبر الإنترنت، ومصمم المراحل رايمان ديزاينر. - أعيد إصدار نسخة الغيم بوي كولر من رايمان على نينتندو 3دي أس فرتشول كونسول في 2012. - صدرت نسخة الغيم بوي أدفانس من رايمان بعنوان رايمان أدفانس. - أعيد إصدار رايمان أدفانس على وي يو فرتشول كونسول في 2017. - أعيد إصدار نسخة البلاي ستيشن من رايمان على بلاي ستيشن كلاسيك في 2018، مع 19 لعبة أخرى. |
| رايمان 2: ذا غريت إسكيب تواريخ الإصدار الأصلية: أ.ش. 6 نوفمبر 1999 أوروبا 29 أكتوبر 1999            | سنوات الإصدار وفقاً للمشغل: 1999 - نينتندو 64، مايكروسوفت ويندوز 2000 - دريم كاست، بلاي ستيشن، بلاي ستيشن 2 2001 - غيم بوي كولر 2005 - نينتندو دي أس 2010 - آي أو إس 2011 - نينتندو 3دي أس |
| رايمان 2: ذا غريت إسكيب تواريخ الإصدار الأصلية: أ.ش. 6 نوفمبر 1999 أوروبا 29 أكتوبر 1999            | ملاحظات: - طورت يوبي سوفت مونبلييه اللعبة. - هذه اللعبة هي أول لعبة رايمان ثلاثية الأبعاد. - صدرت نسخة الغيم بوي كولر من رايمان 2 بعنوان رايمان 2 فورإيفر. - صدرت نسخة مستحدثة من رايمان 2 على البلاي ستيشن 2 بعنوان رايمان ريفولوشن. هذه النسخة أضافت رسوم محدثة، مناطق وزعماء وألعاب مصغرة جدد. - صدر منفذ لنسخة نينتندو 64 من رايمان 2 لنينتندو دي أس بعنوان رايمان دي أس. - صدر منفذ لنسخة دريم كاست من رايمان 2 لنينتندو 3دي أس بعنوان رايمان 3دي.                                                |
| رايمان 3: هودلوم هافوك تواريخ الإصدار الأصلية: أ.ش. 21 فبراير 2003 أوروبا 4 مارس 2003               | سنوات الإصدار وفقاً للمشغل: 2003 - نينتندو غيم كيوب، بلاي ستيشن 2، إكس بوكس، مايكروسوفت ويندوز، ماك أو إس إكس، غيم بوي أدفانس، إن-غيج 2012 - بلاي ستيشن 3، إكس بوكس 360 |
| رايمان 3: هودلوم هافوك تواريخ الإصدار الأصلية: أ.ش. 21 فبراير 2003 أوروبا 4 مارس 2003               | ملاحظات: - طورت يوبي سوفت مونبلييه اللعبة. - رايمان 3 هي تكملة للعبة رايمان 2. - أعيد إصدار رايمان 3 بدقة إتش دي على بلاي ستيشن نيتورك وإكس بوكس لايف آركيد بعنوان رايمان 3 إتش دي. - أعيد إصدار نسخة الغيم بوي أدفانس من رايمان 3 على وي يو فرتشول كونسول في 2017. - تركز نسخة الغيم بوي أدفانس من رايمان 3 على رايزربيرد، الخصم الرئيسي من رايمان 2، بدلًا من هودلومز. |
| رايمان أوريجنز تواريخ الإصدار الأصلية: أ.ش. 15 نوفمبر 2011 أوروبا 25 نوفمبر 2011 أوس 24 نوفمبر 2011 | سنوات الإصدار وفقاً للمشغل: 2011 - بلاي ستيشن 3، وي، إكس بوكس 360 2012 - مايكروسوفت ويندوز، نينتندو 3دي أس، بلاي ستيشن فيتا 2013 - ماك أو إس إكس |
| رايمان أوريجنز تواريخ الإصدار الأصلية: أ.ش. 15 نوفمبر 2011 أوروبا 25 نوفمبر 2011 أوس 24 نوفمبر 2011 | ملاحظات: - طورت يوبي سوفت مونبلييه، يوبي سوفت باريس ويوبي سوفت الدار البيضاء اللعبة. - رايمان أوريجنز هي أول لعبة رايمان ثنائية الأبعاد منذ رايمان. |
| رايمان ليجندز تواريخ الإصدار الأصلية: أ.ش. 3 سبتمبر 2013 أوروبا 30 أغسطس 2013 أوس 29 أغسطس 2013     | سنوات الإصدار وفقاً للمشغل: 2013 - مايكروسوفت ويندوز، بلاي ستيشن 3، وي يو، إكس بوكس 360، بلاي ستيشن فيتا 2014 - بلاي ستيشن 4ـ إكس بوكس ون 2017 - نينتندو سويتش 2021 - جوجل ستاديا |
| رايمان ليجندز تواريخ الإصدار الأصلية: أ.ش. 3 سبتمبر 2013 أوروبا 30 أغسطس 2013 أوس 29 أغسطس 2013     | ملاحظات: - طورت يوبي سوفت مونبلييه اللعبة. - رايمان ليجندز هي تكملة للعبة رايمان أوريجنز. - صدرت نسخة محدثة من رايمان ليجندز على النينتندو سويتش بعنوان رايمان ليجندز: ديفينيتيف إديشن. - رايمان ليجندز هي أول لعبة في السلسلة تدعم اللغة العربية، ولكن حصريًا لنسخة البلاي ستيشن فيتا. |

### الألعاب الفرعية

#### رايفينغ رابيدز
| العنوان | التفاصيل |
| --- | --- |
| رايمان رايفينغ رابيدز تواريخ الإصدار الأصلية: أ.ش. 19 نوفمبر 2006 أوروبا 8 ديسمبر 2006 أوس 7 ديسمبر 2006                | سنوات الإصدار وفقاً للمشغل: 2006 - وي، بلاي ستيشن 2، مايكروسوفت ويندوز، ماك أو إس إكس، غيم بوي أدفانس 2007 - إكس بوكس 360، نينتندو دي أس |
| رايمان رايفينغ رابيدز تواريخ الإصدار الأصلية: أ.ش. 19 نوفمبر 2006 أوروبا 8 ديسمبر 2006 أوس 7 ديسمبر 2006                | ملاحظات: - طورت يوبي سوفت مونبلييه ويوبي سوفت صوفيا اللعبة. - نسخ المشغلات المنزلية هي لعبة حفلات معتمدة على الألعاب المصغرة، حيث تعتمد نسخة الوي على استشعار الحركة في جهاز تحكم وي ريموت. - تختلف نسخة الغيم بوي أدفانس بشكل ملحوظ عن نسخ المشغلات المنزلية، نظرًا لأنه عبارة عن مشغل ثنائي الأبعاد طورت باستخدام نفس محرك نسخة غيم بوي أدفانس من لعبة رايمان 3. تتضمن هذه النسخة شخصيات من ألعاب رايمان السابقة التي لا تظهر في نسخ المشغلات المنزلية. - تختلف نسخة الدي أس أيضًا بشكل ملحوظ؛ لأنها تجمع بين أجزاء من منصات وعناصر لعبة جماعية. تستخدم هذه النسخة نفس محرك رايمان دي أس. - تعتمد كل من نسخة الغيم بوي أدفانس والدي أس على نموذج رايمان رايفينغ رابيدز الأولي الذي ألغي والمعروف باسم رايمان 4. - أعيد إصدار نسخة الوي من رايمان رايفينغ رابيدز على وي يو إي شوب في 2017. |
| رايمان رايفينغ رابيدز 2 تواريخ الإصدار الأصلية: أ.ش. 13 نوفمبر 2007 أوروبا 16 نوفمبر 2007 أوس 15 نوفمبر 2007            | سنوات الإصدار وفقاً للمشغل: 2007 - وي، نينتندو دي أس، مايكروسوفت ويندوز |
| رايمان رايفينغ رابيدز 2 تواريخ الإصدار الأصلية: أ.ش. 13 نوفمبر 2007 أوروبا 16 نوفمبر 2007 أوس 15 نوفمبر 2007            | ملاحظات: - طورت يوبي سوفت باريس (وي) ويوبي سوفت الدار البيضاء (دي أس) اللعبة. - رايمان رايفينغ رابيدز 2 هي تكملة لرايمان رايفينغ رابيدز. - على عكس نسخة الدي أس من رايمان رايفينغ رابيدز، فإن نسخة الدي أس من رايمان رايفينغ رابيدز 2 هي في الأساس لعبة حفلات مثل نسخة الوي. |
| رايمان رايفينغ رابيدز: تي في بارتي تواريخ الإصدار الأصلية: أ.ش. 18 نوفمبر 2008 أوروبا 13 نوفمبر 2008 أوس 14 نوفمبر 2008 | سنوات الإصدار وفقاً للمشغل: 2008 - وي، نينتندو دي أس |
| رايمان رايفينغ رابيدز: تي في بارتي تواريخ الإصدار الأصلية: أ.ش. 18 نوفمبر 2008 أوروبا 13 نوفمبر 2008 أوس 14 نوفمبر 2008 | ملاحظات: - طورت يوبي سوفت باريس اللعبة - رايمان رايفينغ رابيدز: تي في بارتي هي اللعبة الثالثة في سلسلة رايفينغ رابيدز. - رايمان رايفينغ رابيدز: تي في بارتي هي آخر لعبة رابيدز تحتوي على رايمان. |

#### ألعاب أخرى
| العنوان                                                                              | التفاصيل |
| ------------------------------------------------------------------------------------ | --- |
| إنغليش ويذ رايمان تواريخ الإصدار الأصلية: أوروبا 10 نوفمبر 2000                      | سنوات الإصدار وفقاً للمشغل: 2000 - بلاي ستيشن، إم إس-دوس |
| إنغليش ويذ رايمان تواريخ الإصدار الأصلية: أوروبا 10 نوفمبر 2000                      | |
| رايمان جونيور: ليفل 1 تواريخ الإصدار الأصلية: أوروبا 15 ديسمبر 2000                  | سنوات الإصدار وفقاً للمشغل: 2000 - بلاي ستيشن، إم إس-دوس |
| رايمان جونيور: ليفل 1 تواريخ الإصدار الأصلية: أوروبا 15 ديسمبر 2000                  | ملاحظات: - النسخة البريطانية من رايمان براين غيمز قٌسِّمَت إلى ألعاب متعددة. |
| رايمان جونيور: ليفل 2 تواريخ الإصدار الأصلية: أوروبا 15 ديسمبر 2000                  | سنوات الإصدار وفقاً للمشغل: 2000 - بلاي ستيشن، إم إس-دوس |
| رايمان جونيور: ليفل 2 تواريخ الإصدار الأصلية: أوروبا 15 ديسمبر 2000                  | ملاحظات: - النسخة البريطانية من رايمان براين غيمز قٌسِّمَت إلى ألعاب متعددة. |
| رايمان جونيور: ليفل 3 تواريخ الإصدار الأصلية: أوروبا 12 يناير 2001                   | سنوات الإصدار وفقاً للمشغل: 2001 - بلاي ستيشن، إم إس-دوس |
| رايمان جونيور: ليفل 3 تواريخ الإصدار الأصلية: أوروبا 12 يناير 2001                   | ملاحظات: - النسخة البريطانية من رايمان براين غيمز قٌسِّمَت إلى ألعاب متعددة. |
| رايمان براين غيمز تواريخ الإصدار الأصلية: أ.ش. 11 أغسطس 2001                         | سنوات الإصدار وفقاً للمشغل: 2001 - بلاي ستيشن، إم إس-دوس |
| رايمان براين غيمز تواريخ الإصدار الأصلية: أ.ش. 11 أغسطس 2001                         | ملاحظات: - النسخة الأمريكية من ألعاب رايمان جونيور مجمعة. |
| رايمان إم تواريخ الإصدار الأصلية: أ.ش. 24 سبتمبر 2002 أوروبا 30 نوفمبر 2001          | سنوات الإصدار وفقاً للمشغل: 2001 - بلاي ستيشن 2، مايكروسوفت ويندوز 2002 - نينتندو غيم كيوب، إكس بوكس |
| رايمان إم تواريخ الإصدار الأصلية: أ.ش. 24 سبتمبر 2002 أوروبا 30 نوفمبر 2001          | ملاحظات: - هناك فروق شاسعة بين النسخة الأوروبية رايمان إم والأمريكية رايمان أرينا من اللعبة، وأيضًا فروق بين نسختي البلاي ستيشن 2 ومايكروسوفت ويندوز ونسختي الغيم كيوب والإكس بوكس. - لم تصدر اللعبة على غيم كيوب وإكس بوكس إلا في أمريكا الشمالية باسم رايمان أرينا فقط. |
| رايمان رش تواريخ الإصدار الأصلية: أ.ش. 26 مارس 2002 أوروبا 8 مارس 2002               | سنوات الإصدار وفقاً للمشغل: 2002 - بلاي ستيشن |
| رايمان رش تواريخ الإصدار الأصلية: أ.ش. 26 مارس 2002 أوروبا 8 مارس 2002               | ملاحظات: - رايمان رش هي نسخة من رايمان إم مع ميزات ورسوم أقل. - تحتوي رايمان رش على وضع السباق فقط من رايمان إم. - تدعم رايمان رش لاعبين بدلًا من أربعة، نظرًا لحدود بلاي ستيشن.                                                                                           |
| رايمان غولف تواريخ الإصدار الأصلية: أ.ش. 2 يوليو 2003 أوروبا 1 يونيو 2002            | سنوات الإصدار وفقاً للمشغل: 2002 - هاتف محمول |
| رايمان غولف تواريخ الإصدار الأصلية: أ.ش. 2 يوليو 2003 أوروبا 1 يونيو 2002            | |
| رايمان بولينغ تواريخ الإصدار الأصلية: أ.ش. 16 يوليو 2003                             | سنوات الإصدار وفقاً للمشغل: 2003 - هاتف محمول |
| رايمان بولينغ تواريخ الإصدار الأصلية: أ.ش. 16 يوليو 2003                             | |
| رايمان غاردن تاريخ الإصدار الأصلي: أ.ش. 2003                                         | سنوات الإصدار وفقاً للمشغل: 2001 - هاتف محمول |
| رايمان غاردن تاريخ الإصدار الأصلي: أ.ش. 2003                                         | |
| رايمان: هودلومز ريفينج تواريخ الإصدار الأصلية: أ.ش. 15 مارس 2005 أوروبا 18 مارس 2005 | سنوات الإصدار وفقاً للمشغل: 2005 - غيم بوي أدفانس |
| رايمان: هودلومز ريفينج تواريخ الإصدار الأصلية: أ.ش. 15 مارس 2005 أوروبا 18 مارس 2005 | ملاحظات: - رايمان: هودلومز ريفينج هي لعبة منصات فرعية تعتمد على رايمان 3. - رايمان: هودلومز ريفينج هي اللعبة الوحيدة في سلسلة رايمان بمنظور 2.5 الأبعاد. |
| رايمان كارت تواريخ الإصدار الأصلية: أ.ش. 12 مارس 2009                                | سنوات الإصدار وفقاً للمشغل: 2009 - بلاك بيري |
| رايمان كارت تواريخ الإصدار الأصلية: أ.ش. 12 مارس 2009                                | |
| رايمان جنغل رن تواريخ الإصدار الأصلية: عالمي 20 سبتمبر 2012                          | سنوات الإصدار وفقاً للمشغل: 2012 - آي أو إس، أندرويد 2013 - مايكروسوفت ويندوز، ويندوز موبايل |
| رايمان جنغل رن تواريخ الإصدار الأصلية: عالمي 20 سبتمبر 2012                          | |
| رايمان فيستا رن تواريخ الإصدار الأصلية: عالمي 7 نوفمبر 2013                          | سنوات الإصدار وفقاً للمشغل: 2013 - آي أو إس، أندرويد 2014 - مايكروسوفت ويندوز، ويندوز موبايل |
| رايمان فيستا رن تواريخ الإصدار الأصلية: عالمي 7 نوفمبر 2013                          | ملاحظات: - رايمان فيستا رن هي تكملة للعبة رايمان جنغل رن. |
| رايمان أدفنتشرز تواريخ الإصدار الأصلية: عالمي 3 ديسمبر 2015                          | سنوات الإصدار وفقاً للمشغل: 2015 - آي أو إس، أندرويد |
| رايمان أدفنتشرز تواريخ الإصدار الأصلية: عالمي 3 ديسمبر 2015                          | ملاحظات: - تدعم رايمان أدفنتشرز اللغة العربية. |
| رايمان ميني تاريخ الإصدار الأصلي: عالمي 19 سبتمبر 2019                               | سنوات الإصدار وفقاً للمشغل: 2019 - آي أو إس |
| رايمان ميني تاريخ الإصدار الأصلي: عالمي 19 سبتمبر 2019                               | ملاحظات: - رُشِّحَت رايمان ميني لجائزة أيه-ترين لأفضل لعبة محمولة في حفل توزيع جوائز نيو يورك للألعاب. - رُشِّحَت رايمان ميني لجائزة أفضل لعبة محمولة في حفل توزيع جوائز بيغاسيس 2020                                                                                            |

## الشخصيات

عمل فني يوضح أغلب شخصيات السلسلة القابلة للعب، والداعمة، والأشرار.

### الشخصيات القابلة للعب
- رايمان هو بطل السلسلة الرئيسي. إنه إنسان/باذنجان ليس لديه أذرع أو أرجل أو رقبة، على الرغم من أنه يمتلك يدين وقدمين ورأس قادرين على التحرك بشكل مستقل عن جسده.[4] نظرًا لافتقاره إلى ذراعيه، فإن رايمان قادر على إلقاء قبضتيه في اللكمات بعيدة المدى على أعدائه، وفي بعض الألعاب يكون قادرًا حتى على إطلاق كرات من الطاقة من يديه. هو قادر على التحليق من خلال تدوير شعره مثل شفرات الهليكوبتر. عادة ما يكون مرتديًا قفازات بيضاء، ومنديل رقبته أحمر على جسم أرجواني مع حلقة بيضاء في المنتصف (استبدل منديل العنق بغطاء للرأس في الألعاب الللاحقة)، وحذائين أصفرين (مرة أخرى، عُدِّلا قليلاً في الألعاب اللاحقة). قام بأداء صوته ديفيد غازمان في لعبتي رايمان 2 و3، وسيؤدي صوته أيضًا في ماريو + رابيدز سباركس أوف هوب.[5][6]
- غلوبوكس هو ضفدع وهو صديق رايمان المقرب وصاحبه الغامض.[7] على الرغم من أنه خائف، إلا أنه غالبًا ما يظهر شجاعته ولديه قلب من ذهب. هو وزوجته أوغليت لديهما أكثر من 650 طفلاً. في رايمان 2، أدى صوته كريستيان إريكسون، ولكن في رايمان 3 أدى صوته جون ليجويزامو.[5][6]
- غراند مينيموس هو ملك التينزيز، فصيلة مخلوقات سحرية أنشئت لحماية قلب العالم. في لعبة رايمان 2، بعد أن أنقذ رايمان أربعًا من التينزيز مع كون أحدهم هو غراند مينيموس، يواجهون صعوبة في تذكر من هو الملك. أصبح غراند مينموس شخصية قابلة للعب منذ رايمان أوريجنز.

- غوث تينسي هي شخصية قابلة للعب منذ رايمان أوريجنز فصاعدًا، فهو حارس الباب إلى عالم الموتى الغاضبون لمنعهم من الظهور على السطح، وقد أغضب شخيره هو ورايمان وأصدقائه أثناء العمل الموتى الغاضبون ولذلك قاموا بغزو بهجة الأحلام.
- باربرا هي أميرة شجاعة ذات شعر أحمر محاربة وبربرية ظهرت لأول مرة في رايمان ليجندز، لتصبح أول إنسان يمكن لعبه في السلسلة الرئيسية، بالتزامن مع أخت أخرى وثمانية أبناء عمومة آخرين يمكن إنقاذهم في جميع أنحاء ليجندز. هي مسلحة بفأس مخباط معركة، يمكن إطلاق رأسها للأمام من العمود لضرب الأعداء من مسافة بعيدة، وتستخدم خوذة مجنحة سحرية لتحلق في الهواء، محاكية قدرة شعر مروحية رايمان. تعود باربرا أيضًا في رايمان أدفنتشرز، بعد أن قصّت شعرها الطويل حتى مستوى رقبتها واستبدلت فأسها بمجرفة.

### الشخصيات الداعمة
- الجنية بيتيلا هي جنية طيبة ومنشئة رايمان. بعد فشله في منع السيد دارك من سرقة البروتون العظيم، تساعده بيتيلا في سعيه من خلال منحه قدرات جديدة مختلفة مع تقدم اللعبة. تظهر بيتيلا مرة أخرى في دور مماثل وبتصميم رشيق جديد في رايمان أوريجنز، حيث كُشِفَ أنها هي من أنشأت رايمان وأن لديها أيضًا 5 أخوات، ربما ساهموا أيضًا في إنشاء رايمان.
- الجنية لاي هي جنية طيبة، حليفة رايمان التي ساعدته خلال مجريات رايمان 2 وفي نسخ الغيم بوي أدفانس من رايمان 3 ورايمان ريفينغ رابيدز.
- مورفي يعمل كدليل لرايمان. لديه طبيعة متسرعة، غير قادر على التعامل مع الفشل. يبدو أنه يشعر بالملل من وظيفته ولا يمكن أن ينزعج من التفاصيل التافهة. قام بأداء صوته بيلي ويست.[6]
- التينزيز هم فصيلة سحرية من المخلوقات القديمة الضئيلة والحكيمة التي أنشأها بولوكوس.
- بولوكوس، المعروف باسم بابل دريمر في رايمان أوريجنز وليجندز، هو كائن إلهي، ووفقًا لرايمان 2، فهو منشئ عالم رايمان. أثناء حبكة رايمان 2، يكون بولوكوس نائمًا ولا يمكن إيقاظه إلا بأربعة أقنعة يُكَلَّف رايمان بجمعها.

### الأشرار
- مستر دارك هو عدو رايمان اللدود والخصم الرئيسي في اللعبة الأولى. في اللعبة، سرق البروتون العظيم وبذلك ألقى العالم في حالة من الفوضى وطارده رايمان لإعادته. قام في وقت لاحق باختطاف بيتيلا التي كانت تساعد رايمان من خلال منحه الصلاحيات، وبعدها واجهه ريمان وهزمه. في رايمان أوريجنز، ألهم تأثيره الساحر ليصبح شريرًا.
- الأدميرال رايزربيرد هو قائد قراصنة الروبوتات والخصم الرئيسي في رايمان 2. لقد غزا عالم رايمان وأسر سكانه ودمر قلب العالم، مما تسبب في فقدان سلطات رايمان. حاول الأدميرال طوال اللعبة منع رايمان من الحصول على الأقنعة الأربعة وإيقاظ بولوكوس، الذي يمكنه تدمير قواته على الأرض. في نهاية اللعبة، يستخدم رايزربيرد روبوتًا يسمى غرولغوث لمحاربة رايمان. بعد هزيمته، جعل غرولغوث يدمر نفسه أثناء هروبه. يعود رايزربيرد باعتباره الخصم الرئيسي لنسخة الغيم بوي أدفانس من رايمان 3،[8] ويختطف غلويوكس لتسخير طاقة بلاك لوم التي ابتلعها. أدى صوته كين ستارسيفيتش في نسخة البلاي ستيشن من رايمان 2،[5] وبواسطة ماثيو جيزي في نسخ أخرى.[9]
- أندريه هو لوم أسود والخصم الرئيسي في رايمان 3. أنشئ بعد أن أخافت يدي رايمان لوم أحمر أثناء نومه، ومنذ ذلك الحين كان يصنع المزيد من اللومز السوداء. أَكِّلَ أندريه عن طريق الخطأ بواسطة غلوبوكس. في نهاية اللعبة تعاون مع ريفلكس، عدو رايمان الذي واجهه على طول الطريق، لهزيمته، لكنه هُزم في النهاية وعاد إلى الوضع الطبيعي. يعود أندريه باعتباره الخصم الرئيسي للعبة رايمان: هودلومز ريفينج، بقي جزء من روحه في غلوبوكس بعد ابتلاعه وانتزاع منه. بدأ ببطء في امتلاك غلوبوكس، مما جعله يصبح شريرًا، لكنه طرد منه في النهاية. قام بأداء صوته كين ستارسيفيتش.[6]
- الساحر هو شخصية داعمة في لعبة رايمان الأصلية والخصم الرئيسي للعبة رايمان أوريجنز. في اللعبة الأولى، الساحر هو نفس الشيء مثل رايمان. في نهاية رايمان أوريجنز، يكشف عن الساحر، الذي أصبح الآن مبتدئًا، على أنه الشرير في اللعبة، بعد أن استلهمه امستر دارك واستبدله. عاد السحر بصفته الخصم الرئيسي لرايمان ليجندز ويستنسخ نفسه في خمسة دارك تينزيز منفصلة ليصعب على رايمان وأصدقائه المعركة.

## وصلات خارجية
- الموقع الرسمي